# Київська міська клінічна лікарня №1
Київська міська клінічна лікарня №1 (КНП «КМКЛ №1») — багатопрофільний медичний заклад вищої категорії акредитації, що надає кваліфіковану та спеціалізовану медичну допомогу мешканцям Дарницького району та м. Київ, а також пацієнтам з інших регіонів України.

## Історія
Лікарня функціонує з 1951 року. Як необ'єднана міська лікарня була створена на основі наказу ГУОЗ м. Києва №354 від 12.11.1998 року.

## Керівництво
- Директор: Іванько Олександр Вікторович — кандидат медичних наук, доцент, заслужений лікар України.

## Медичні послуги
Лікарня надає спеціалізовану медичну допомогу за такими напрямами:
- Неврологія та нейрохірургія
- Кардіологія
- Імунотерапія
- Офтальмологія та мікрохірургія ока
- Хірургія шлунково-кишкового тракту, печінки, підшлункової залози
- Проктологія, урологія, гінекологія
- Лапароскопічна хірургія
- Травматологія та Ортопедія
- Оториноларингологія
- Інтенсивна терапія, реанімація, детоксикація

## Сертифікація та стандарти
У вересні 2019 року лікарня отримала:
- Сертифікат відповідності системи управління якістю ДСТУ ISO 9001:2015.
- Міжнародний сертифікат ISO 9001:2015.